# Tōkaidōchū Hizakurige
Tōkaidōchū Hizakurige (東海道中膝栗毛 (Đông Hải Đạo Trúng Tất Lật Mô)), viết tắt là Hizakurige và được biết đến trong bản dịch là cuốc bộ, là một truyện tranh tiểu thuyết cuộc phiêu lưu của những kẻ giang hồ dễ mến (kokkeibon, "cuốn sách hài", là một thể loại và thể loại tiểu thuyết hiện đại đầu tiên của Nhật Bản) được viết bởi Jippensha Ikku (十返舎一九, 1765–1831) về sự bất hạnh của hai du khách trên Tōkaidō, con đường chính giữa Kyoto và Edo trong thời kỳ Edo. Cuốn sách được xuất bản trong mười hai phần từ năm 1802 đến 1822.

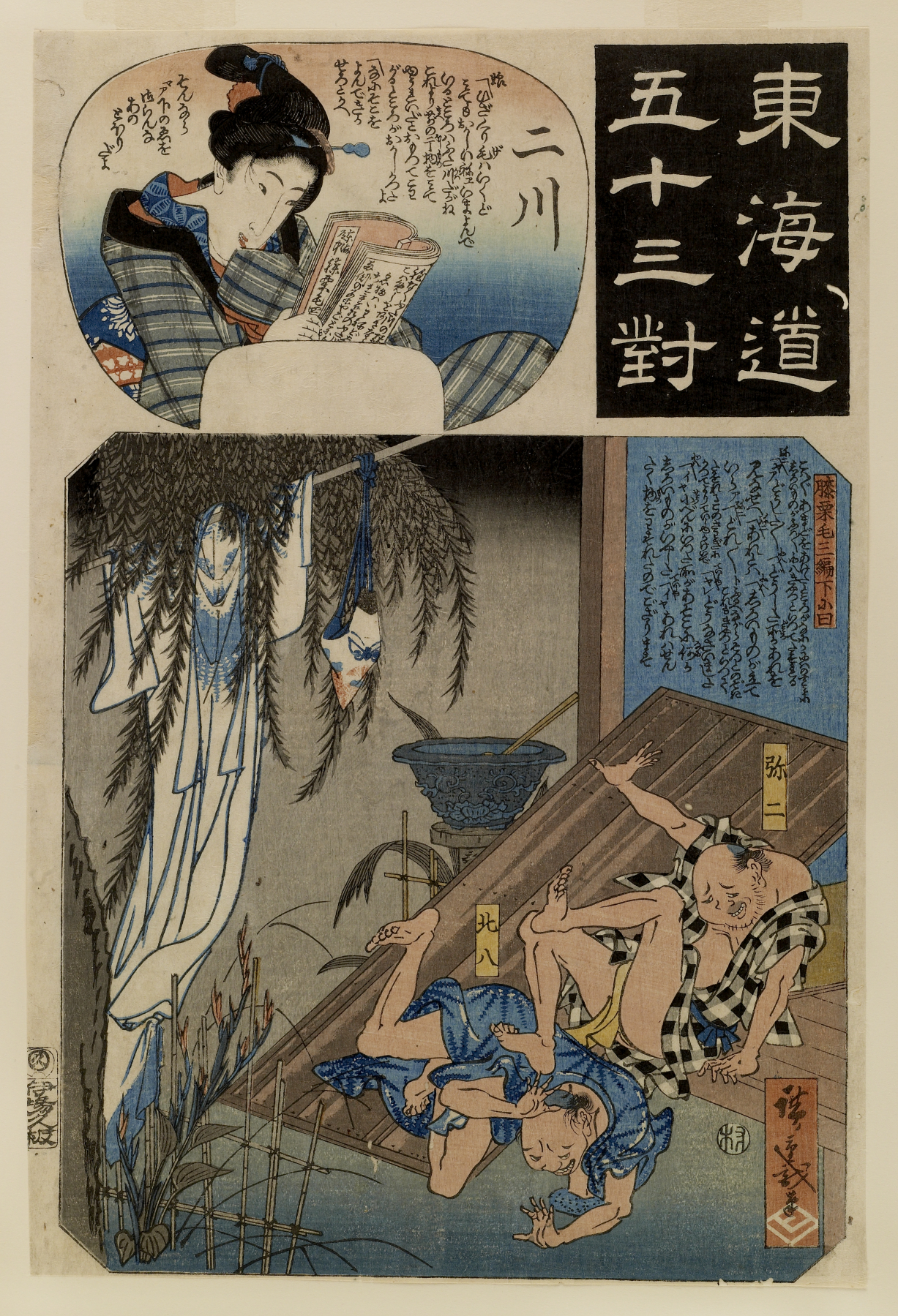
Tokaido gojusan tsui, Futakawa bởi Hiroshige. Hai người đàn ông sợ hãi bởi một con ma rơi vào nhau và sau đó cười điên dại khi họ nhận ra họ đang chạy trốn kimono phơi mình trong gió. (Bản in này minh họa một cảnh trong "Đi dọc theo con đường Tokaido" (hoặc "cuốc bộ")

Hai nhân vật chính, đi từ Edo đến Kyoto trong chuyến hành hương của họ đến thần cung Ise, được gọi là Yajirobē (彌次郎兵衛 (Di Thứ Lang Binh Vệ)) và Kitahachi (喜多八 (Hỷ Đa Bát)). Cuốn sách, trong khi được viết theo phong cách hài hước, được viết như một hướng dẫn viên du lịch đến con đường Tōkaidō.  Nó kể chi tiết các địa danh nổi tiếng tại mỗi trong số 53 thị trấn bưu điện dọc theo con đường, nơi các nhân vật, thường được gọi là Yaji và Kita, thường thấy mình trong các tình huống vui nhộn. Họ đi từ nhà ga này đến nhà ga khác, chủ yếu quan tâm đến thực phẩm, rượu sake và phụ nữ. Là những người đàn ông Edo, họ nhìn thế giới qua lăng kính Edo, cho rằng bản thân họ có văn hóa và hiểu biết hơn so với những người đồng hương mà họ gặp.
Hizakurige là tiểu thuyết truyện tranh cũng cung cấp thông tin và giai thoại về các khu vực khác nhau dọc theo Tōkaidō. Du lịch đã bùng nổ trong Thời kỳ Edo, khi điều này được viết.  Tác phẩm này là một trong nhiều cuốn sách hướng dẫn sinh sôi nảy nở, để kích thích sự thèm ăn của công chúng đối với việc nhìn thấy.
Một số tập trong cuốn tiểu thuyết này đã được minh họa bởi các nghệ sĩ ukiyo-e nổi tiếng, chẳng hạn như Hiroshige trong tác phẩm Một trăm người xem của Edo.

## Chuyến đi của Yaji và Kita
Khi họ thực hiện theo cách của họ, họ để lại đằng sau một dấu vết của những trò đùa thô thiển và những trò chơi chữ phong phú. Họ làm cho niềm vui của một đám rước daimyō, lừa các chủ cửa hàng hết tiền và lần lượt bị lừa. Tại một quán trọ, họ tự lừa mình vì không biết sử dụng bồn tắm; họ tự thiêu dưới đáy, thay vì yêu cầu giúp đỡ.
Ở Ueno, một trong số họ giả vờ là chính mình, trước khi anh ta bị phát hiện là kẻ mạo danh.  Vào dịp đó, họ tự thiêu và tranh luận về cách ăn những viên đá nóng mà họ đã được chủ quán phục vụ.  Chúng sớm được tiết lộ như những kẻ ngốc: Những viên đá là để làm khô nưa trồng để cải thiện hương vị, không phải để ăn.
Các sự kiện truyện tranh thường xảy ra khi Yaji hoặc Kita cố gắng lẻn vào giường với phụ nữ, xảy ra tại nhiều nhà trọ khác nhau dọc đường.